# Borkowszczyzna (województwo lubelskie)
Borkowszczyzna – kolonia w Polsce położona w województwie lubelskim, w powiecie świdnickim, w gminie Piaski.
W latach 1975–1998 miejscowość administracyjnie należała do ówczesnego województwa lubelskiego.
Kolonia jest sołectwem w gminie Piaski. Według Narodowego Spisu Powszechnego z roku 2011 kolonia liczyła 55 mieszkańców.